# Tituly a vyznamenání Olafa V.

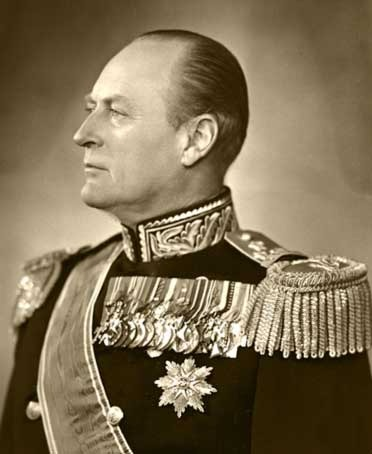
Norský král Olaf V. v uniformě zdobené řadou vyznamenání

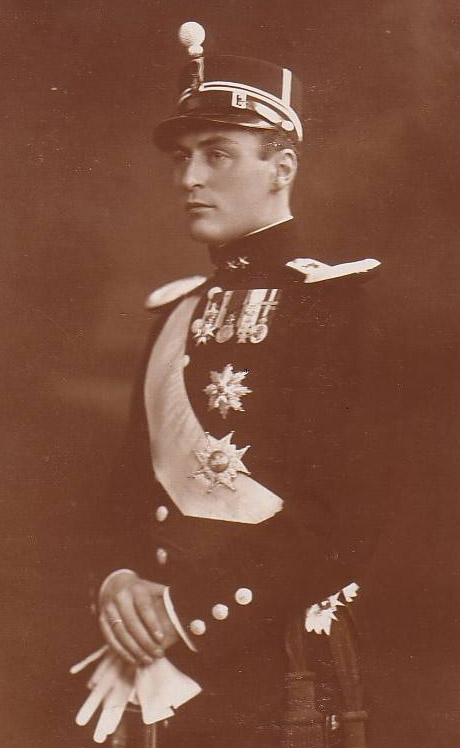
Korunní princ v uniformě s vyznamenáními v roce 1921

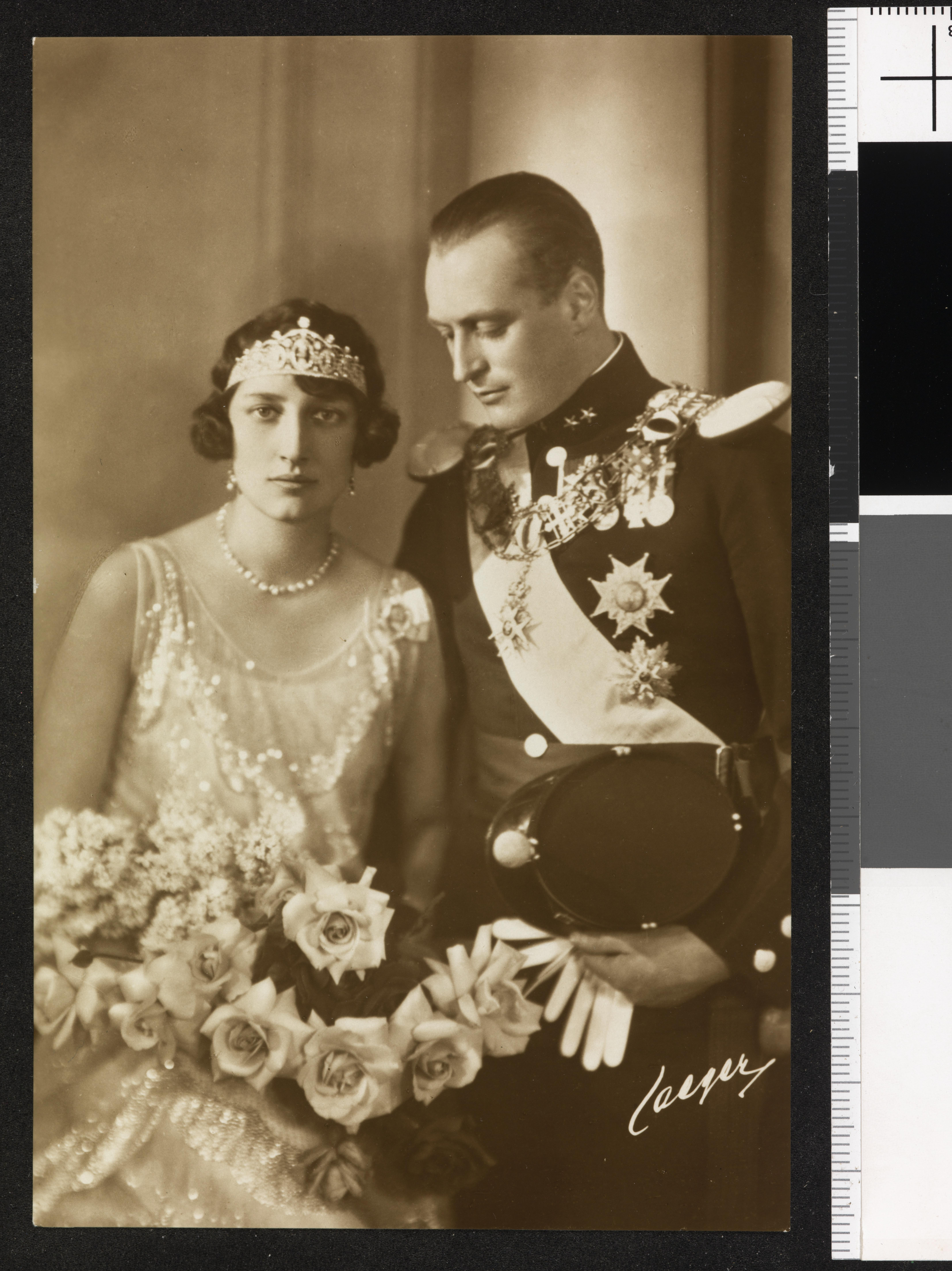
Korunní princ na své svatbě oblečen do uniformy zdobené řadou vyznamenání včetně řetězu Řádu svatého Olafa

Královský monogram Olafa V.

Norský král Olaf V. obdržel během svého života řadu národních i zahraničních titulů a vyznamenání. Během své vlády v letech 1957 až 1991 byl také velmistrem norských řádů. Jsou po něm pojmenována také území například na Antarktidě.

## Tituly
- 2. července 1903 – 18. listopadu 1905: Jeho královský Výsost princ Alexandr Dánský
- 18. listopadu 1905 – 21. září 1957: Jeho královská Výsost korunní princ norský
- 21. září 1957 – 17. ledna 1991: Jeho Veličenstvo norský král

## Vojenské hodnosti

### Čestné hodnosti
- roku 1959 mu byla Royal Air Force udělena čestná hodnost Air Chief Marshal[1]

## Vyznamenání

Erb Olafa V. jakožto rytíře Řádu Serafínů

### Norská vyznamenání

#### Velmistr
- Řád svatého Olafa
- Norský královský řád za zásluhy

#### Osobní vyznamenání
Norská vyznamenání, která obdržel Olaf V.
- Válečný kříž
- Medaile za vynikající občanský úspěch ve zlatě
- velkokříž s řetězem Řádu svatého Olafa
- velkokříž Norského královského řádu za zásluhy
- Medaile svatého Olafa
- Korunovační medaile Haakona VII. – 22. července 1906
- Válečná medaile
- Jubilejní medaile krále Haakona VII. 1905–1930 – 18. listopadu 1930[3]
- Jubilejní medaile krále Haakona VII. 1905–1955 – 18. listopadu 1955

### Zahraniční vyznamenání
- Argentina
  -  velkokříž s řetězem Řádu osvoboditele generála San Martína[2]
- Belgie
  -  velkostuha Řádu Leopoldova[2]
- Brazílie
  -  velkokříž Řádu růže[2]
  -  velkokříž s řetězem Řádu Jižního kříže – 6. září 1967[2]
- Dánsko[2]
  -  rytíř Řádu slona – 1921
  -  velkokomtur Řádu Dannebrog
  -  Medaile svobody krále Kristiána X. – 5. května 1946
  -  Pamětní medaile 100. narozenin krále Kristiána IX. – 11. března 1918
  -  Pamětní medaile 100. narozenin krále Frederika VIII. – 29. dubna 1943
- Etiopské císařství
  -  velkokříž Řádu Šalomounova[2]
- Finsko
  -  velkokříž s řetězem Řádu bílé růže – 1926[2][4]
- Francie
  -  velkokříž Řádu čestné legie
  -  Croix de guerre 1939–1945
  -  Médaille militaire
- Chile
  -  velkokříž s řetězem Řádu za zásluhy[2]
- Írán
  -  velkostuha Řádu Pahlaví[2]
  -  Pamětní medaile 2500. výročí Perské říše – 14. října 1971[5]
- Island
  -  velkokříž Řádu islandského sokola – 1955[2]
  -  velkokříž s řetězem Řádu islandského sokola – 31. května 1961[6]
- Itálie
  -  rytíř velkokříže s řetězem Řádu zásluh o Italskou republiku – 21. června 1965[2][7]
- Japonsko
  -  velkostuha s řetězem Řádu chryzantémy[2]
- Jugoslávie
  -  velkohvězda Řádu jugoslávské hvězdy[2]
- Lucembursko
  -  rytíř Nasavského domácího řádu zlatého lva[2]
- Mexiko
  -  řetěz Řádu aztéckého orla[2]
- Německo
  -  velkokříž speciální třídy Záslužného řádu Spolkové republiky Německo
- Nizozemsko
  -  velkokříž Řádu nizozemského lva
  -  velkokříž Řádu Oranžské dynastie
  -  Válečný kříž
  -  Inaugurační medaile královny Juliány Nizozemské – 4. září 1948
- Peru
  -  velkokříž Řádu peruánského slunce[2]
- Portugalsko
  -  velkokříž Řádu avizských rytířů – 28. září 1928[2][8]
  -  velkokříž s řetězem Řádu svatého Jakuba od meče – 11. října 1978[8]
- Rakousko
  -  velkohvězda Čestného odznaku za zásluhy o Rakouskou republiku – 1. června 1964[9]
- Rumunsko
  -  velkokříž Řádu rumunské hvězdy[2]
- Řecko[2]
  -  velkokříž Řádu Spasitele
  -  velkokříž Řádu svatých Jiřího a Konstantina
  -  Válečný kříž
- Sasko
  -  velkokříž Vévodského sasko-ernestinského domácího řádu[2]
- Spojené království[2]
  -  923. rytíři Podvazkového řádu – 1959[10]
  -  rytíř Řádu bodláku – 1962[10]
  -  čestný rytíř velkokříže Řádu lázně[10]
  -  Královský Viktoriin řetěz – 1955
  -  čestný rytíř velkokříže Královského Viktoriina řádu[10]
  -  Medaile stříbrného výročí krále Jiřího V. – 1935
  -  Korunovační medaile Jiřího VI. – 1937
  -  Korunovační medaile Alžběty II. – 1953
- Spojené státy americké
  -  Chief Commander Legion of Merit – 1945[2]
- Španělsko
  -  rytíř Řádu zlatého rouna – 28. března 1984 – udělil král Juan Carlos I.[2][11]
  -  velkokříž s řetězem Řádu Karla III. – 12. dubna 1982 – udělil král Juan Carlos I.[2][12]
- Švédsko[2]
  -  rytíř Řádu Serafínů – 1. listopadu 1926
  -  Medaile 70. výročí krále Gustava V. – 21. května 1928
  -  Medaile 90. výročí krále Gustava V. – 21. května 1948
- Thajsko
  -  rytíř Řádu Rajamitrabhorn
  -  rytíř Řádu Mahá Čakrí – 19. září 1960[13]
  -  velkokříž Řádu Chula Chom Klao – 19. září 1960
- Tunisko
  -  velkostuha Řádu nezávislosti[2]
- Vatikán
  -  velkokříž s řetězem Řádu Pia IX. – 1967

### Ostatní ocenění
- Nansenova cena – 1961

## Eponyma
- v Antarktidě je na jeho počest pojmenována oblast o rozloze 180 000 km2 Pobřeží prince Olafa a také Pohoří prince Olafa
- na Špicberkách se nachází Země Olafa V.